# 阿倫·巴古沙
阿倫·巴古沙（Alen Bajkuša，1971年6月26日—），生於南斯拉夫薩拉熱窩，已退役波斯尼亞足球運動員，司職前鋒，現時擔任足球經理人。

## 球會生涯
巴古沙生於南斯拉夫薩拉熱窩，職業生涯開始於當地著名球會薛謝斯歷卡於2005年與前拉斯錫及迪斯高等隊友奪得波斯尼亞盃冠軍，於1993年加盟馬來西亞球會檳城兼踢出名堂在為球迷留下深刻印象，於1993年來港加盟南華到1994年外借給好易通，雖然效力好易通期間未有替球會取得任何錦標，只有晉身盃賽的決賽，不過他在香港球壇所取得的口碑和與前線搭擋李布倫「7·11」 的組合也成為一時佳話；到95-96球季南華收回巴古沙自用，該季巴古沙為南華取得兩冠兩亞成績。
他代表南華的首場比賽是1994年1月30日以0–1不敵星島的聯賽。而首個入是球於3月1日對愉園的聯賽取得，同年首度入選香港聯賽選手隊其後多次獲召入伍，惟效力南華期間以脾氣壞見稱曾因打鬥停賽半年其中於1996年1月13日對流浪的聯賽拾起球時被流浪球員李偉文撞跌繼而產生衝突，最後球證出示了1黃3紅而巴古沙就相當憤怒地搶球證的紅牌結果南華以1–2落敗，他於1996年離港赴法國加盟卡昂更協助升班到法國甲級聯賽，惟其後遇上斷腳傷患，養傷兩年後重返本港球壇。

## 退役生活
巴古沙的妻子英德拉是砂拉越州馬来人，兩人育有兩女，現居檳城，擔任足球經理人；除了在當地經營天台足球場外，近季專門為本地球會引薦外援，包括前波斯尼亞國腳拉斯錫、卡古特及丹贊奴域，以及近年本港球壇最具級數的外援後衛保贊。